# دوتا دوتا
دوتا دوتا (انگلیسی: Twice Two) یک فیلم کوتاه کمدی آمریکایی به کارگردانی جیمز پروت است که در سال ۱۹۳۳ منتشر شد.

## بازیگران
- استن لورل
- اولیور هاردی
- بالدوین کوک
- چارلی هال
- می والاس
- کارول تویس